# راکوف (استان اوپوله)
راکوف (به لهستانی: Raków) یک روستا در لهستان است که در گمینا باباروف واقع شده‌است.